# Barbus brevidorsalis
Barbus brevidorsalis és una espècie de peix cipriniforme de la família dels ciprínids. Els mascles poden assolir els 4,6 cm de longitud total. Es troba als rius Okavango, Zambezi i Congo.